# Старогорносталево
Старогорносталево (рос. Старогорносталево) — село у Здвінському районі Новосибірської області Російської Федерації.
Входить до складу муніципального утворення Горносталевська сільрада. Населення становить 663 особи (2017).

## Історія
Згідно із законом від 2 червня 2004 року органом місцевого самоврядування є Горносталевська сільрада.

## Населення
| 2002 | 2007 | 2010 | 2012 | 2013 | 2014 | 2015 |
| ---- | ---- | ---- | ---- | ---- | ---- | ---- |
| 781  | ↘734 | ↗771 | ↘755 | ↘740 | ↘718 | ↘687 |
| 2016 | 2017 |      |      |      |      |      |
| ↘670 | ↘663 |      |      |      |      |      |